# Palmas
Palmas je brazilské velkoměsto, hlavní město spolkového státu Tocantins. Bylo založeno roku 1990, a je tak nejmladší z hlavních měst brazilských spolkových států. Předtím bylo provizorním hlavním městem Miracema do Tocantins. Palmas má asi 180 000 obyvatel a leží na řece Tocantins. Sídlí zde římskokatolická arcidiecéze Palmas.